# Bradina
Bradina (en serbe cyrillique : Брадина) est un village de Bosnie-Herzégovine. Il est situé dans la municipalité de Konjic, dans le canton d'Herzégovine-Neretva et dans la fédération de Bosnie-et-Herzégovine. Selon les premiers résultats du recensement bosnien de 2013, il compte 77 habitants.

## Histoire
Sur le territoire du village se trouvent deux nécropoles inscrites sur la liste des monuments nationaux de Bosnie-Herzégovine : la nécropole de Mašeti qui abrite 78 stećci, un type particulier de tombes médiévales, et la nécropole de Gornja Bradina, avec 57 stećci, 11 nişans (stèles ottomanes) et 14 tombes cruciformes.

## Démographie

### Évolution historique de la population
| 1948 | 1953 | 1961  | 1971 | 1981 | 1991 | 2013 |
| ---- | ---- | ----- | ---- | ---- | ---- | ---- |
| -    | -    | 1 067 | 826  | 700  | 665  | 77   |

|  |

### Communauté locale
En 1991, la communauté locale de Bradina comptait 1 457 habitants, répartis de la manière suivante :

## Personnalité liée au village
- Ante Pavelić, fondateur du mouvement des oustachis (nationalistes croates), dirigeant de l’État indépendant de Croatie, État allié du Troisième Reich pendant la seconde guerre mondiale.